# Tanghulu

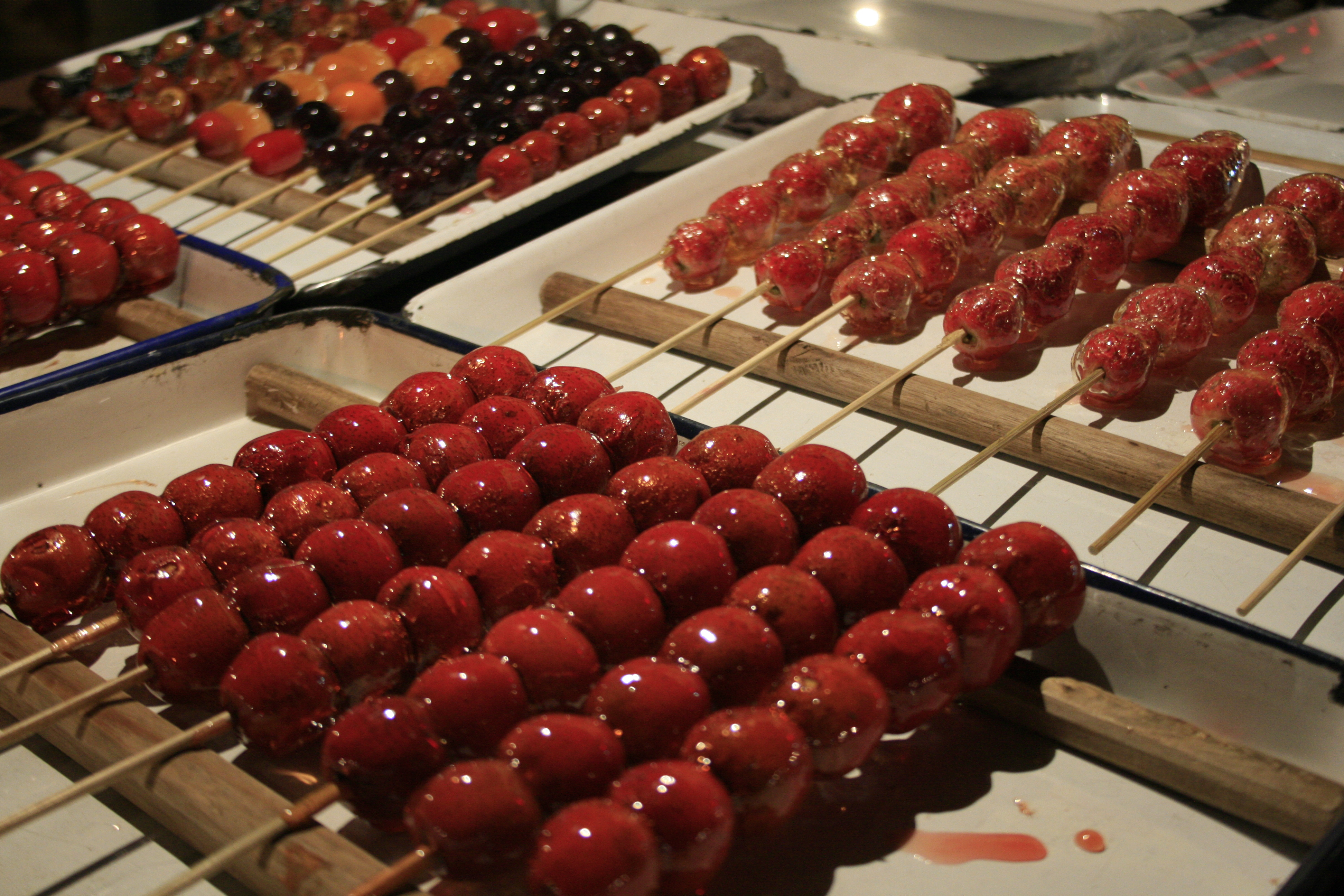
Traditionelle Tanghulu aus Weißdorn, 2013

Tanghulu (chinesisch 糖葫蘆 / 糖葫芦, Pinyin tánghúlú), auch Bingtanghulu (冰糖葫蘆 / 冰糖葫芦,  bīngtáng húlú) genannt, ist eine traditionelle chinesische Süßigkeit aus Früchten am Spieß, die mit einer Zuckerlösung überzogen wurden.
Traditionell verwendet man zum Glasieren die Früchte des chinesischen Weißdorns (山楂,  shānzhā), doch mittlerweile sind auch Tanghulu in anderen Variationen, wie zum Beispiel mit Erdbeere, Lotuspflaume, Mandarine, Weintrauben, Ananas oder Apfel anzutreffen.
Die Tanghulu-Straßenhändler traf man früher meist erst zum Winter in den Städten, bedingt durch die Erntezeit der Weißdornfrüchte. Diese traditionelle Süßigkeit ist heute noch sehr populär in den nordchinesischen Regionen und Städten wie Peking und Tianjin, aber zum Beispiel auch in Shanghai. Im Süden Chinas ist sie seltener anzutreffen.

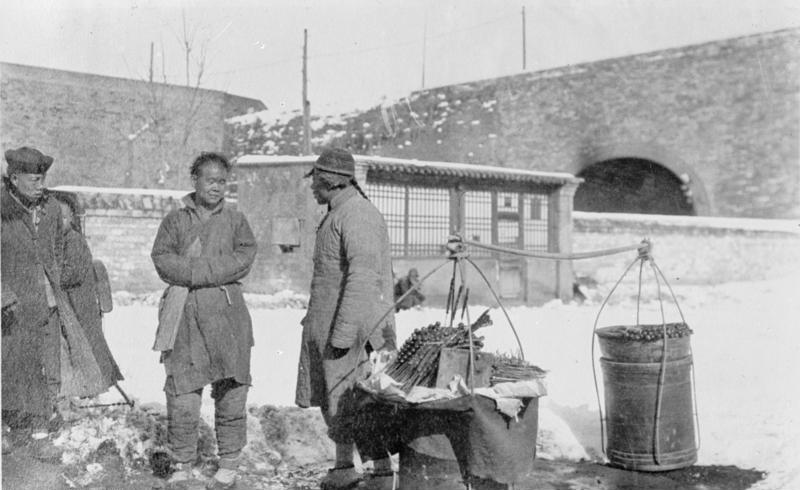
Tanghulu-Händler, Peking 1900